# Средње краљевство
Средње краљевство је раздобље у историји старог Египта од почетка једанаесте египатске династије до краја четрнаесте египатске династије, отприлике између 1991. и 1648. п. н. е. Након првог међураздобља град Теба је постао средиште поновног јачања државе. Стабилност државе осигурана је новим моделом наслеђивања власти: фараон би тада поставио сина- наследнока свога савладара увежбавајући га за будућу државничку службу. Египат је поновно доживио процват.
Раздобље средње државе обележено је мирољубивом политиком и ширењем трговачких веза источним Медитераном. Египатска трговачка представништва оснивана су у Палестини, Сирији, на Криту и Кипру. Фараон Ментухотеп II. слао је лађе у непознату земљу Пунт и оне су се вратиле натоварене зачинима и тамјаном. Сезострис III. прекинуо је раздобље мирног ширења египатског утицаја и кренуо је у освајачке походе на Нубију и Палестину. Ради чвршће контроле над државом спровео је управну реформу којом је укинуо службу номарха, а на њихово место поставио као чиновнике способне сељаке - занатлије и трговце.
Благостање у раздобљу средње државе одразило се и у култури и књижевности. Путовања у далеке крајеве надахнула су приповедаче, па настаје и низ дела о великим пустоловинама. Током периода Средњег краљевства, Озирис је постао најважније божанство у популарној религији.

## Једанаеста династија
Тебански номарси Антеф и Ментухотеп почели су водити самосталну политику улазећи са својим сизеренима у отворен рат. Они су званично били само номарси југа (до Елефантине) у име "доброг краља". Борбе је прекинуо тебански номарх Антеф III прогласивши се господарем обе земље. Његову династију прихватио је Торински канон и поред упоредне владавине Десете династије са центром у Хераклеополису (сада са знатно умањеном територијом). Десетој династији дошао је крај када је краљ Ментухотеп III нанео пораз последњем краљу Мерикару. Ментухотеп III је водио успешне ратове против Нубијаца и Либијаца. У Нубији се осамостаљује побочна линија тебанских краљева под именима Антефи. Њихови односи са владарима Једанаесте династије нису познати. 
Приликом борбе краљева Једанаесте династије са владарима Хераклеополиса, они су били приморани да се ослањају на јако племство. Оно је због тога постајало још јаче. Номарси су водили самосталну политику уз минимална давања краљу. Аменемхет је свакако био један од најмоћнијих номарха. Према Салиерском папирусу, Аменемхет је без нарочитих проблема потчинио остале номархе. Након уједињења свих номи, Аменемхет је одстранио (вероватно убио) Ментухотепа III. Једанаеста династија престала је да постоји.

## Дванаеста династија
Након уједињења Египта, Аменемхет абдицира у корист свога сина Сенусрета I. Делта је већ била очишћена од Либијаца и Азијата. Дошло је до сједињавања онског бога Ра са тебанским богом Амоном у бога Амон-Ра. Сенусерет је изградио нову престоницу недалеко од Мемфиса. Она је названа Тетуи. Свога сина прогласио је за савладара. Ратовао је против Нубијаца. Његов унук, краљ Сенусрет III подигао је утврђење у Нубији, дубоко иза другог катаракта. Палестина је била у саставу египатске државе, а ратови су вођени против Сирије. Крит је био под јаким египатским утицајем. Војни успеси Египта били су могући захваљујући могућности напредовања обичног војника до највиших чинова. Моћ локалних владара била је срушена, а успостављена је јака централна власт. Номарси су сада били обични краљеви службеници без сопствене земље. Право наследства земље више није постојало те се свако морао изборити за титулу личним заслугама. Династија је била позната и по градитељским делатностима. Неке од грађевина Дванаесте династије представљају највеличанственије грађевине Старог Египта. Међутим, након смрти Аменемхета III, династија се успела одржати свега 13 година. Његов син није имао деце што је довело до гашења династије.

## Опадање и пропаст
Период који је уследио након пада Дванаесте династије карактеришу немири, расуло и постојање паралелних краљева на Југу и Северу Египта. Центар Тринаесте династије била је Теба. За ову династију извори помињу три паралелне листе краљева. Укупан збир владара је 60, а нису позната имена сваког од њих. Последњи владари ове династије били су Хикси или вазали Хикса. Први владар био је Себекхотеп I. Манетон наводи да владари Тринаесте династије нису одржавали иригационе канале што је слабило њихов положај. Пребацивањем центра управљања државом из Тебе у Мемфис довело је до тога да Теба изгуби свој политички и задржи само верски значај. Већ на почетку владавине Тринаесте, била је успостављена паралелна власт Четрнаесте династије у Ксоису (данашња Сакха). Према Манетону, ова династија имала је 75 краљева са владавином од 484 године. Четрнаеста династија постојала је до око 1690. године п. н. е. тј. до формирања Петнаесте династије. Хиксима није било тешко да продру у Египат и завладају Делтом. Египат је полако потонуо у Други прелазни период. 

## Пољопривреда и клима
Кроз историју старог Египта, пољопривреда се ослањала на годишње поплаве реке Нил за ђубрење земљишта. То је било есенцијално за пољопривреду и производњу хране. Постоји евиденција да је колапс ранијег Старог краљевства делом био узрокован ниским нивоима поплава, што је доводило до глади. Постоје индикације да се овај тренд преокренуо у раним годинама Средњег краљевства, са релативно високим водостајима забележеним током већег дела ове ере, и просечним поплавама од 19 m изнад нивоа у одсуству поплаве. Године поновљених високих нивоа поплава кореспондирају са просперитетним периодом Средњег краљевства, који се догодио током владавине Аменемхета . Додатне потврде пружа део литературе из тог периода, као у Аменемхетова упутства, у којима краљ објашњава свом сину како је пољопривреда напредовала под његовом владавином.

## Уметност
Након уједињења Египта у Средње краљевство, краљеви Једанаесте и Дванаесте династије су могли да се усредоточе на уметност. У једанаестој династији, краљевски су споменици прављени у стилу на који су утицали Мемфитски модели Пете и ране Шесте династије. Током тог времена, преображајни тебански рељефни стил је готово нестао. Ове промене су имале идеолошку сврху, пошто су краљеви Једанаесте династије успостављали централизовану државу после првог средњег периода и враћали се политичким идеалима Старог краљевства. У раној Дванаестој династији, уметничка дела су имало уједначен стил услед утицаја краљевских радионица. Управо у то време је квалитет уметничке продукције за елитне чланове друштва достигао врхунац који никада није био надмашен, иако је био досегнут у другим периодима. Египат је просперирао у касној Дванаестој династији, а то се одразило на квалитету материјала који су кориштени за краљевске и приватне монументе.
Краљеви Дванаесте династије су сахрањивани у пирамидским комполексима базираним на онима из Пете и Шесте династије. У Старом краљевству, они су прављени од камених цигли, док су краљеви Средњег краљевства изабрали да се њихове пирамиде праве од земљаних цигли са завршним покровом од Торског кречњака. Приватне гробнице, као што су оне нађене у Теби, обично су се састојале од дугог пролаза уклесаног у стену, са малом комором на крају. Оне обично имају мало, или немају декорацију. Камене кутије саркофага са равним и засвођеним поклопцима су прављене у Средњем краљевству, као континуација традиције Старог краљевства. Мотиви на њима су разноврснији и вишег уметничког квалитета од било којег саркофага произведеног пре и после Средњег краљевства. Додатно, погребне стеле су развијене у погледу слика и иконографије. Оне су наставиле су да показују покојника како седи испред стола са приношењима, и почеле су да укључују супругу покојника и друге чланове породице.